# Statuia Independenței din Iași
Statuia Independenței din Iași este un monument din bronz din municipiul Iași, amplasat în piața cu același nume și dezvelită în anul 1980.
Statuia Independenței a fost inclusă în Lista monumentelor istorice din județul Iași elaborată în anul 2004 de către Institutul Național al Monumentelor Istorice, fiindu-i atribuit codul  IS-III-m-B-04313 .

## Realizarea statuii
În anul 1975 s-a organizat la Casa Scânteii din București un concurs național pentru ridicarea a șapte monumente care urmau să aniverseze împlinirea a 100 ani de la proclamarea independenței României (1877). Din juriu făceau parte sculptorii Ion Irimescu și Horia Flămându, criticul Mircea Popescu și alții. Proiectul soților Gabriela Manole-Adoc (1926-2002) și Gheorghe Adoc (n. 1926) s-a clasat pe locul întâi la concursul pentru realizarea monumentului din Iași.
Execuția monumentului a durat patru ani. Inițial, monumentul trebuia să reprezinte un personaj simbolic, de natura feminină, care să întruchipeze independența, dar ulterior s-a decis ca soclul să fie ornat și cu o suită de basoreliefuri reprezentative pentru momentul independenței. Cei doi soți au trebuit să-și împartă sarcinile între ei. Statuia din bronz a fost sculptată de către Gabriela Manole-Adoc în perioada iunie 1978 - octombrie 1979, în timp ce soțul ei a realizat altoreliefurile de pe soclul statuii.
Cele șase altoreliefuri realizează o friză epică, cuprinzând toate elementele istorice reprezentative ale Războiului de Independență: momentul mobilizării armatei, declarația de independență citită de Mihail Kogălniceanu, pregătirea de război, luptele cu turcii, asaltul la redută și sunetul de goarnă al roșiorilor, exprimând victoria. Sculptorii au dorit ca pe soclu să fie amplasat un citat din Mihai Eminescu ("Independența e suma vieții noastre istorice.") , dar autoritățile timpului nu au acceptat și au amplasat un citat lung al lui Nicolae Ceaușescu - Eroismul înaintaşilor de acum un secol va trăi veşnic în conştiinţa profund recunoscătoare a întregii naţiuni, iar opera făurită cu sângele lor, de generaţiile de la 1877, va străluci întotdeauna în istoria noastră, ca una din cele mai mari izbânzi pe drumul libertăţii, progresului, independenţei şi fericirii poporului român”.
Statuia Independenței a fost dezvelită în anul 1980 în prezența lui Nicolae și a Elenei Ceaușescu. Bulevardul care trecea prin fața statuii și care făcea legătura între cartierul Târgu Cucului și Biblioteca Centrală Universitară a fost denumit Bulevardul Independenței, după numele statuii. După Revoluția din decembrie 1989, Gheorghe Adoc a făcut o cerere la Primărie prin care a cerut revenirea la citatul inițial și astfel a fost amplasat citatul lui Eminescu pe frontispiciul statuii.
Monumentul are o înălțime totală de 17 metri (din care statuia are 11 metri și soclul 6 metri). Pe soclul de travertin sunt montate șase altoreliefuri cu o suprafață totală de 104 metri pătrați: trei în stânga (Chemarea poporului la arme, Cucerirea redutei Plevna și Capitularea armatei turcești), trei în dreapta (Trecerea Dunării, Proclamarea Independenței și Marea biruință a drapelelor românești), precum și textul amplasat în partea din față a soclului: "Independența e suma vieții noastre istorice. M. Eminescu".

## Modelul

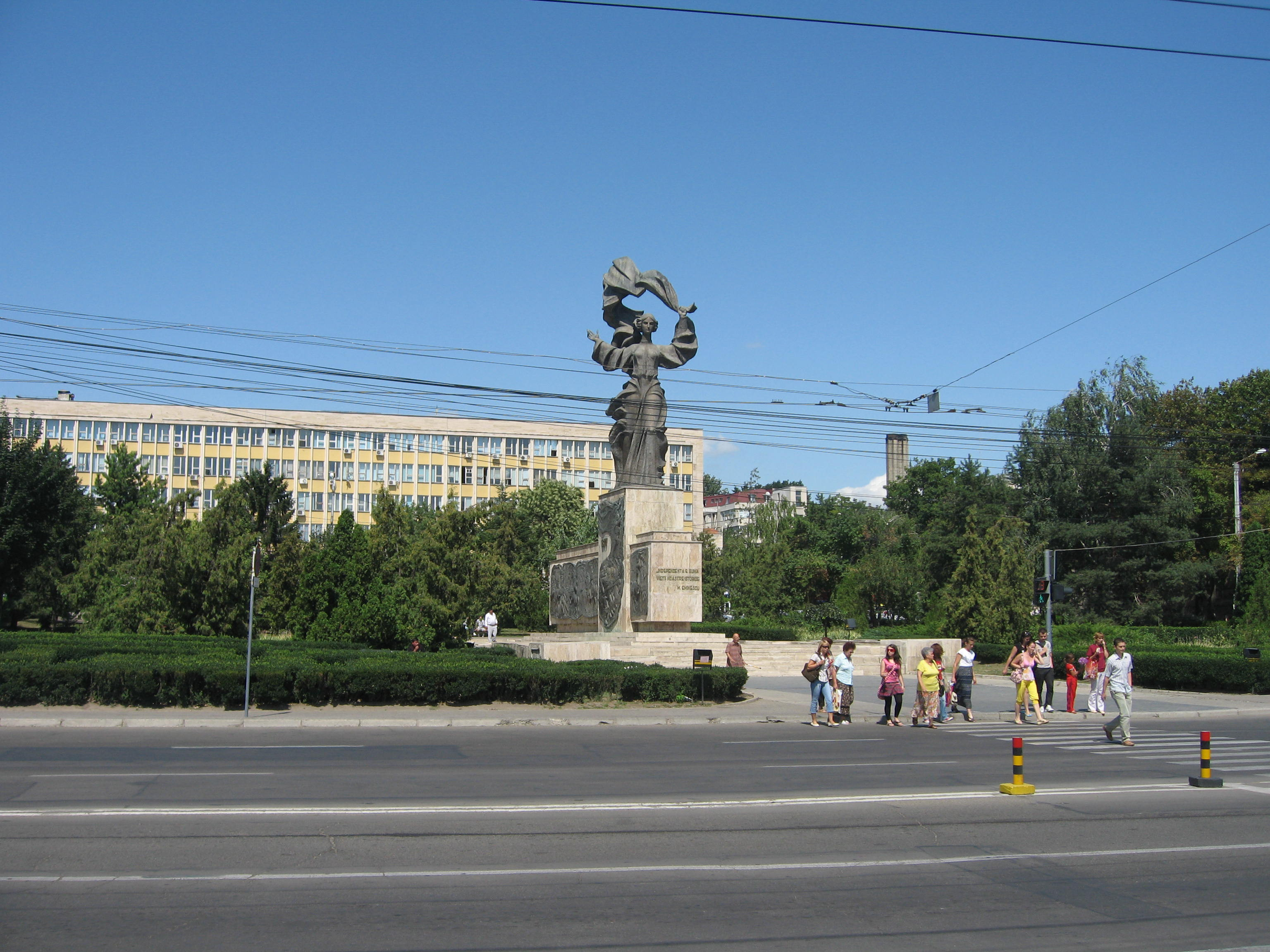
Statuia Independenței din Iași

Independența este simbolizată de o femeie pentru care Gabriela Manole-Adoc a avut-o ca model pe o mătușă de-a ei, o distinsă doamnă din înalta societate a anilor interbelici, Emilia Captaru, "o femeie foarte frumoasă - după cum povestea artista - cu un păr cu reflexe aurii". Acesta era sora unui prefect al Iașului de dinainte de instaurarea regimului comunist, colonelul Dumitru Captaru (21 ianuarie - 29 iunie 1941), fiind totodata soră cu mama Gabrielei Manole-Adoc, preoteasa Margareta Manole.
"Era deosebit de frumoasă și distinsă, și avea mereu o ținută mândră, accentuată de statura sa înaltă și de gâtul lung și fin, ca de lebădă. Avea un păr lung care cădea greu, în onduleuri ample pe umeri și niște ochi albaștri verzui. Îmi amintesc că mergea la baluri împreună cu părinții mei. Țin minte și acum toaleta extraordinară pe care o purta când a fost invitată la o petrecere de familie: deasupra rochiei avea o vestă de catifea cu blăniță de nurcă. Îi stătea foarte bine. [...] A fost cea care ne spunea mereu povești cu Feți-Frumoși și Cosânzene, când plecau părinții noștri de acasă. Nefiind căsătorită, își petrecea mult timp în prezența noastră. Din păcate, a murit la numai 34 de ani, în anul 1943. De aceea ne-a rămas în minte chipul ei tânăr" , povestea în anul 1999, verișoara artistei și fiica fostului prefect, Felicia Captaru, atunci în vârstă de 75 de ani.

## Prezent
În prezent, cu ocazia sărbătorilor naționale, Statuia Independenței este alături de Statuia lui Alexandru Ioan Cuza din Iași unul dintre monumentele din municipiul Iași la care se depun coroane de flori de către reprezentanții statului român.

## Imagini

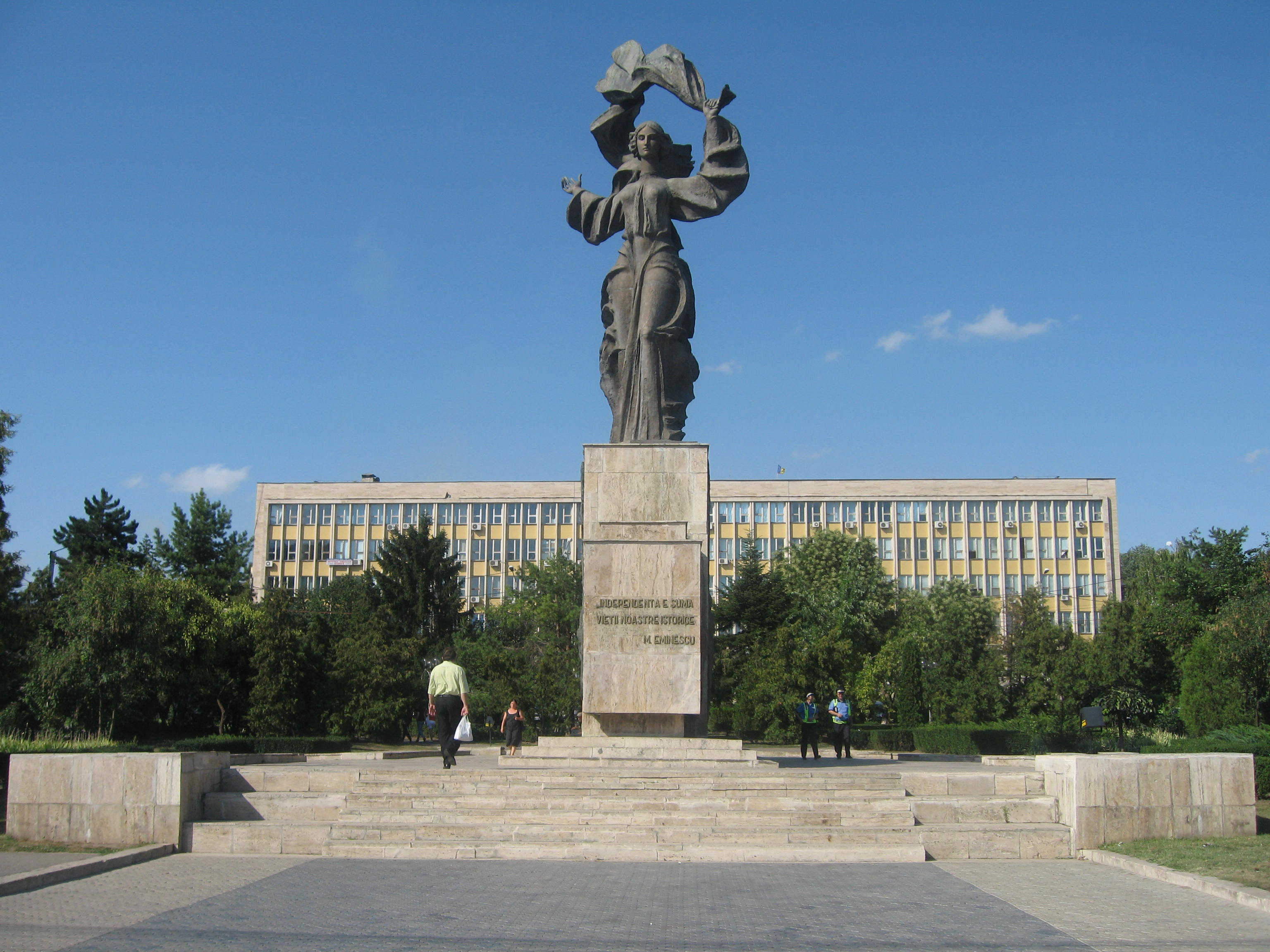
Statuia Independenței (în faţă) și Policlinica Municipală (în spate)
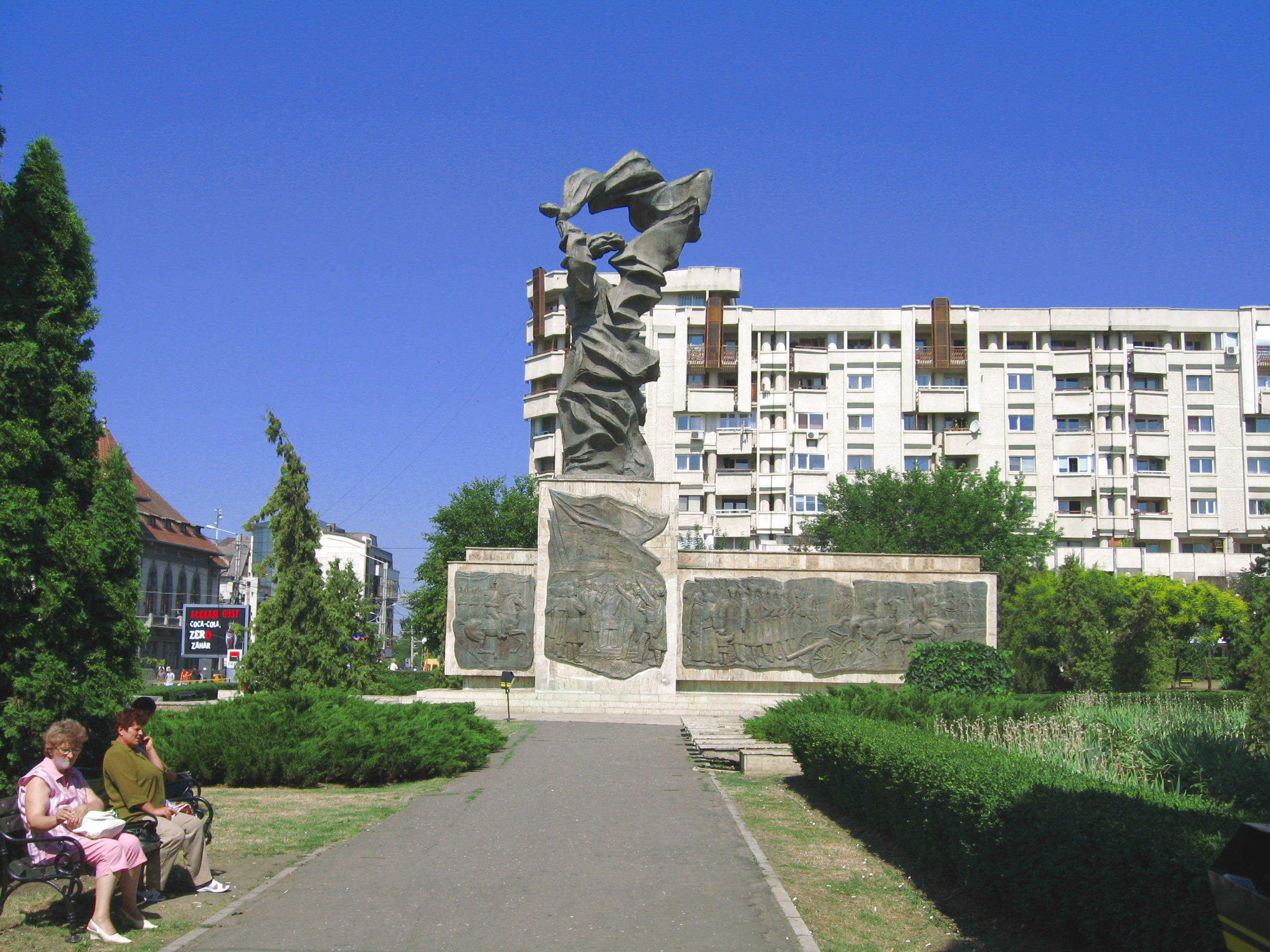
Vedere din stânga
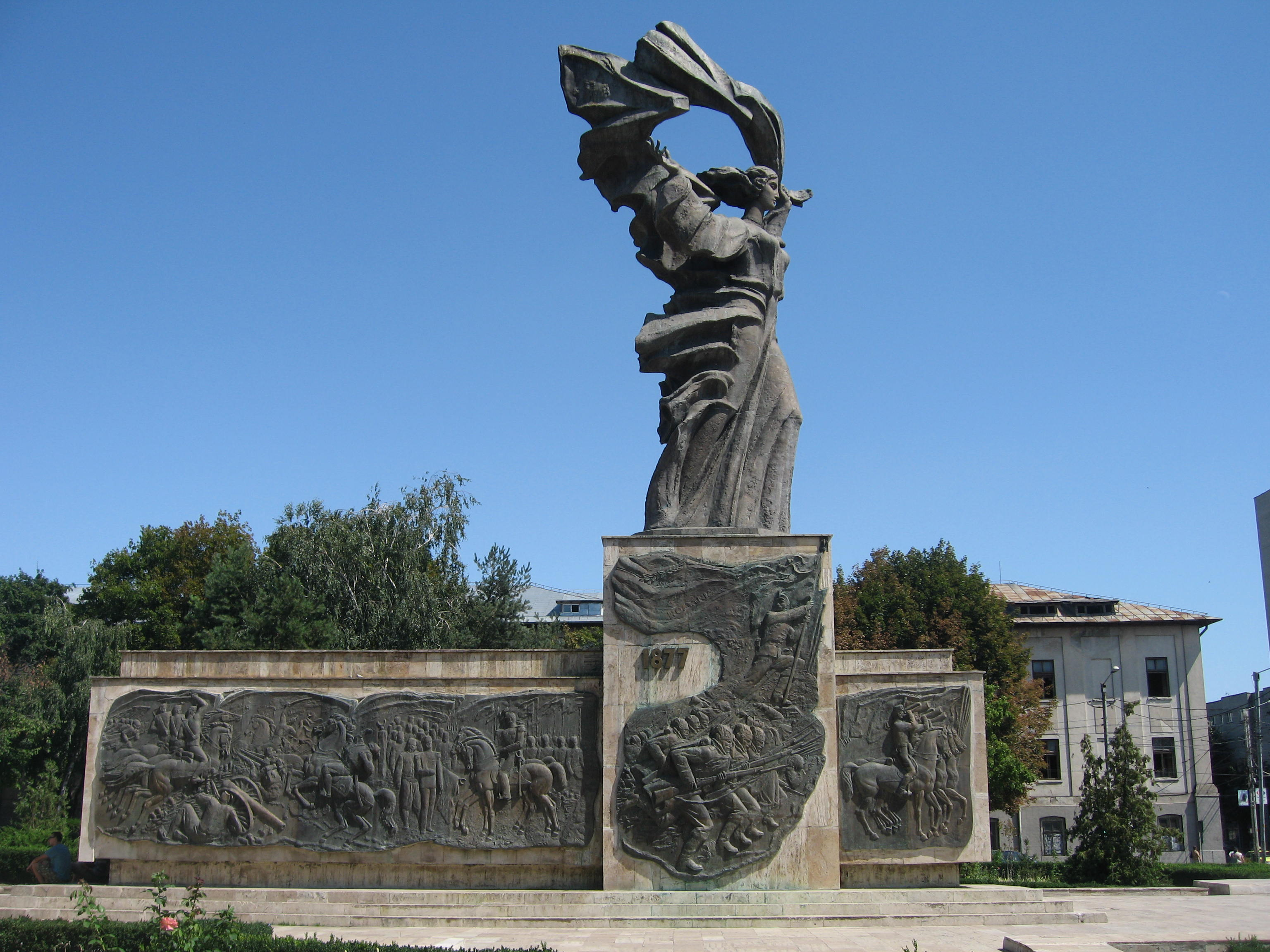
Vedere din dreapta
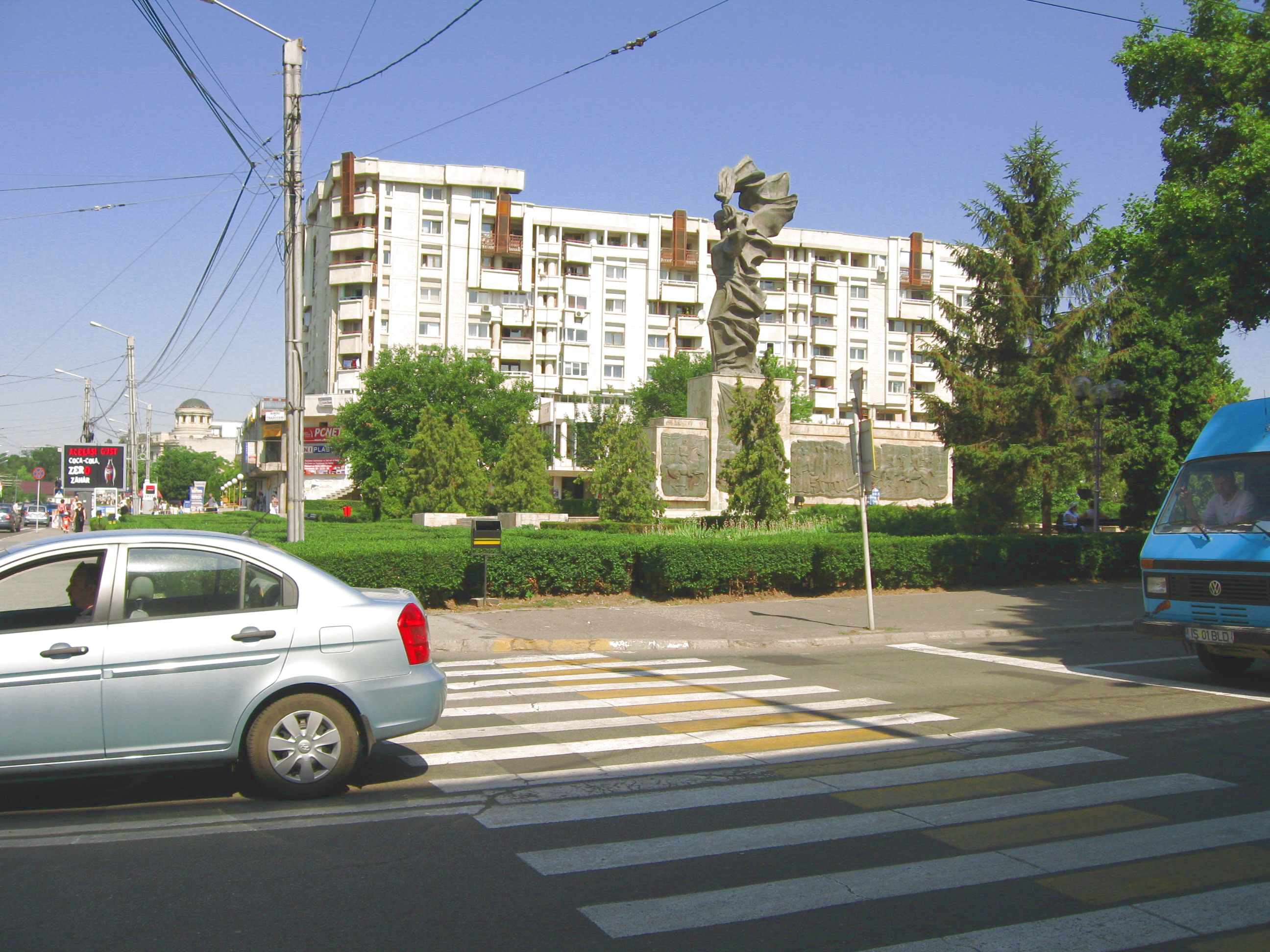
O altă imagine
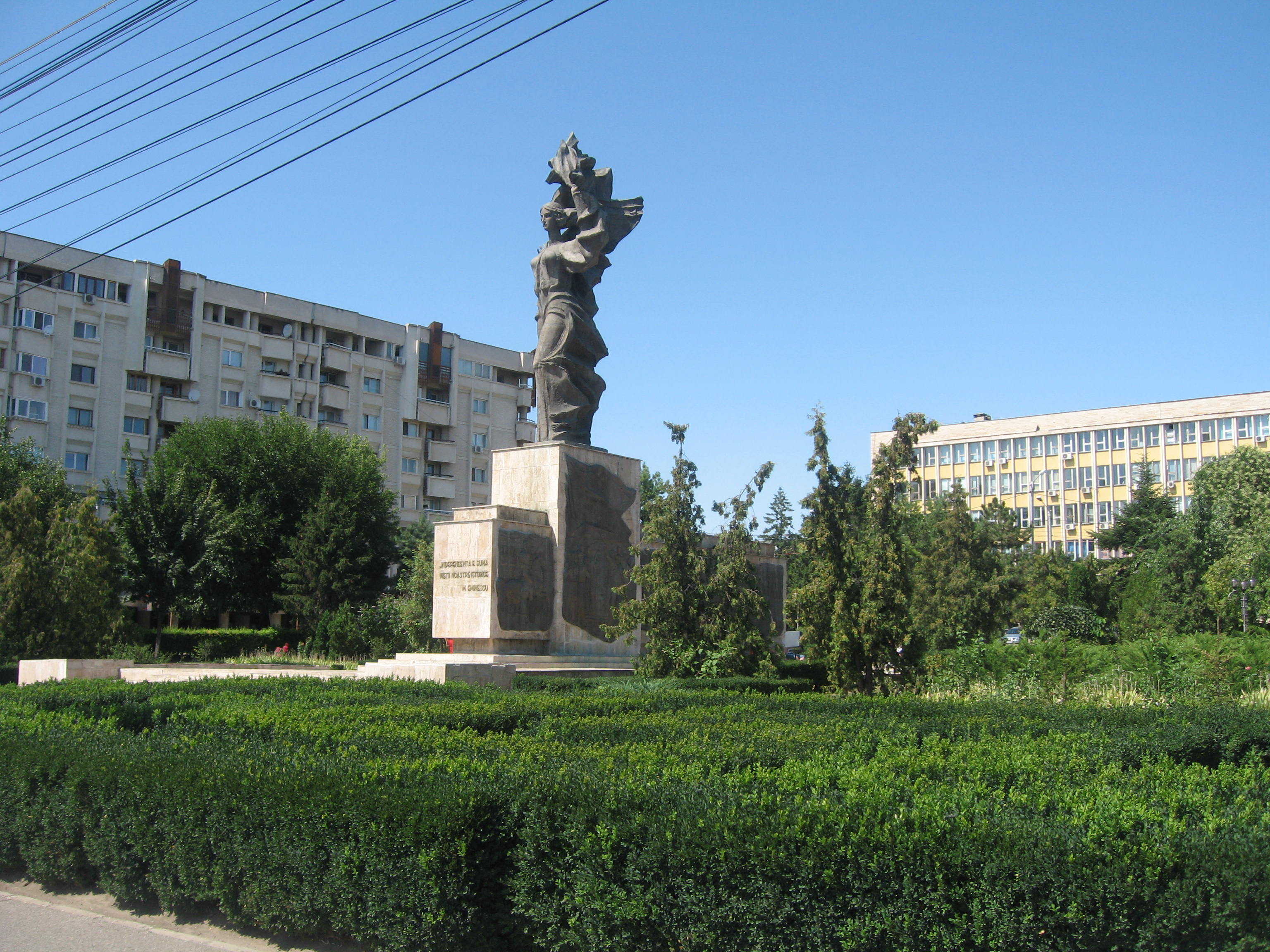
Altă imagine
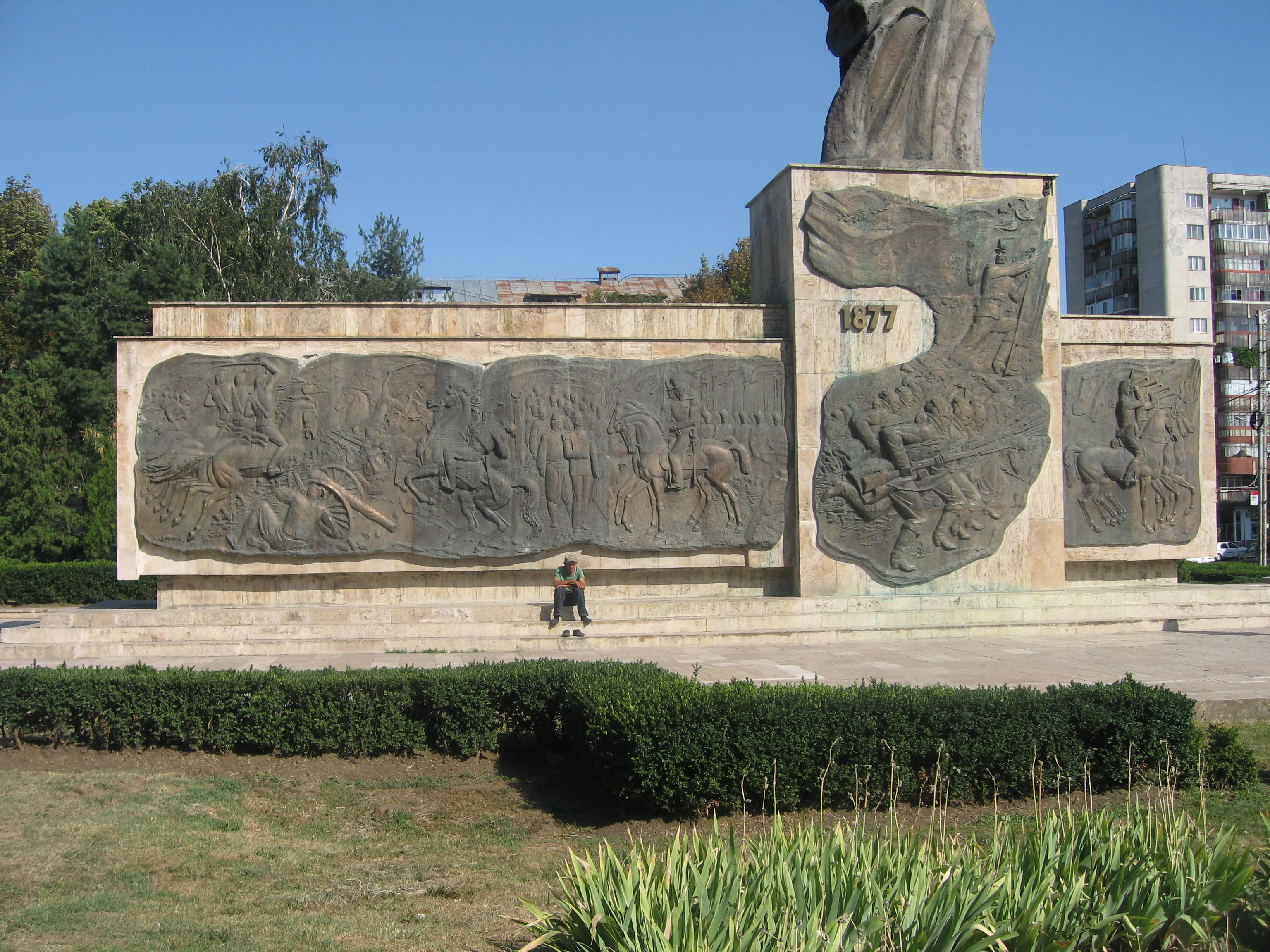
Altoreliefurile de pe stânga statuii
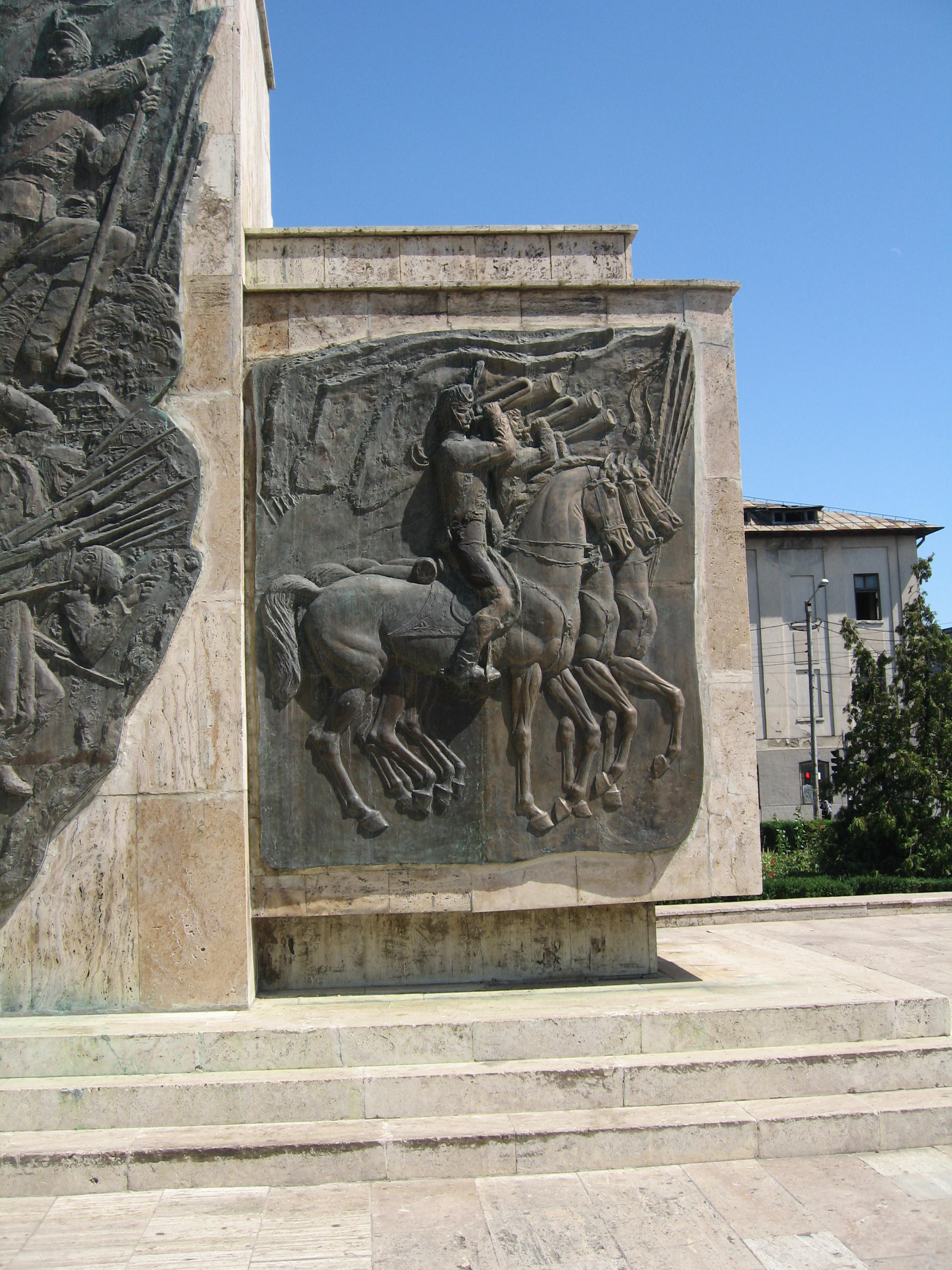
Altorelieful „Chemarea poporului la arme”
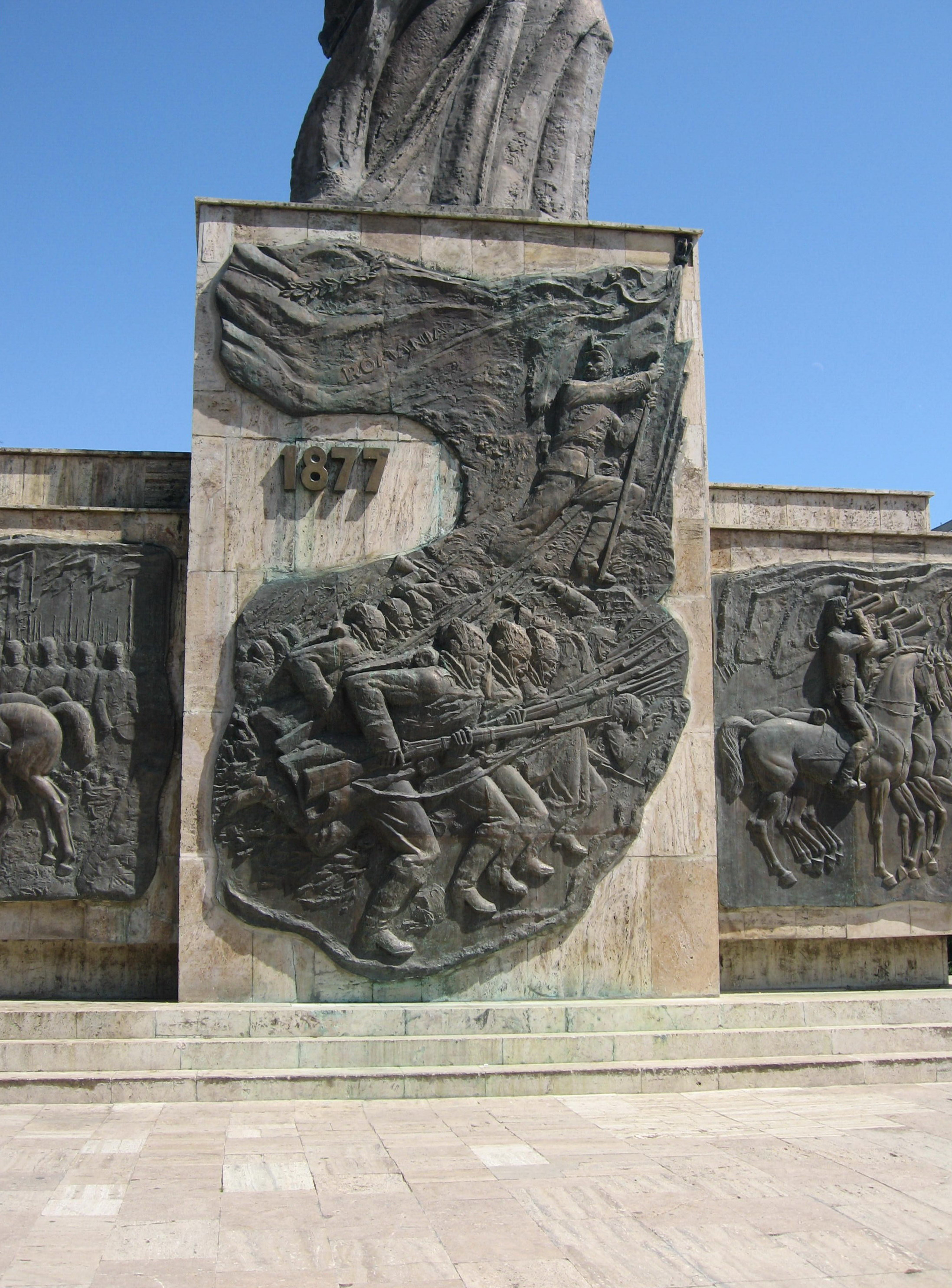
Altorelieful „Cucerirea redutei Plevna”
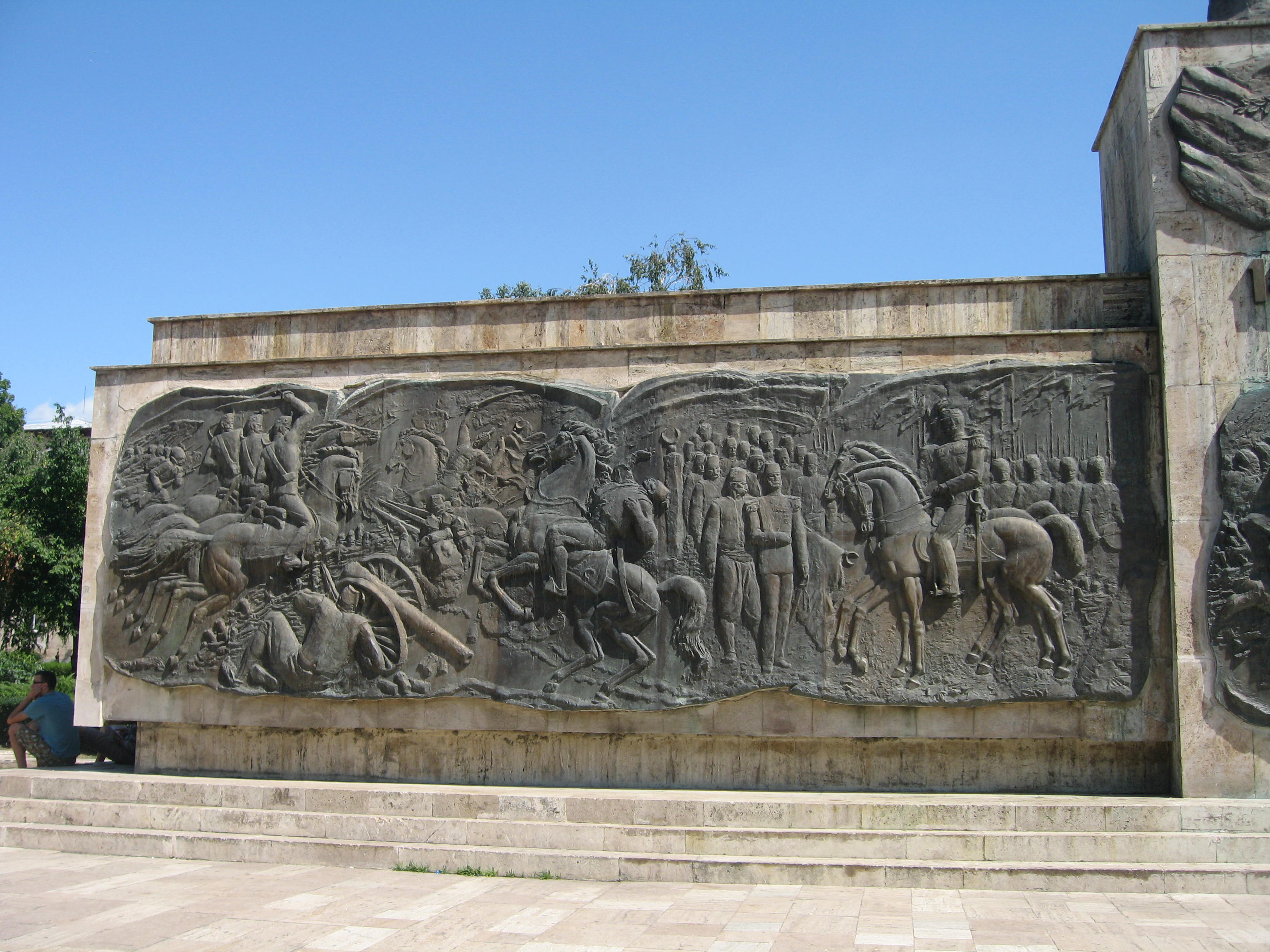
Altorelieful „Capitularea armatei turcești”
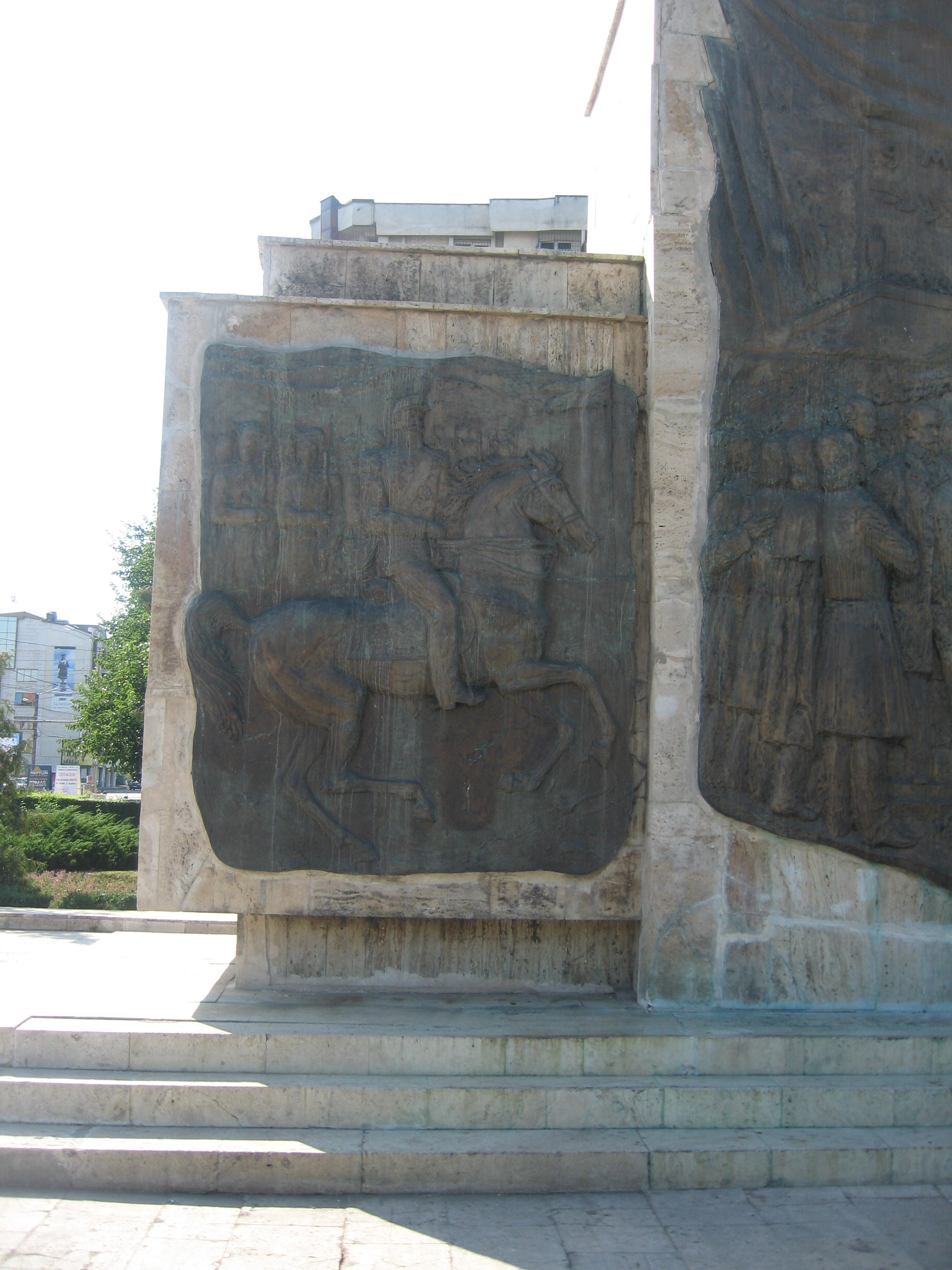
Altorelieful „Trecerea Dunării”
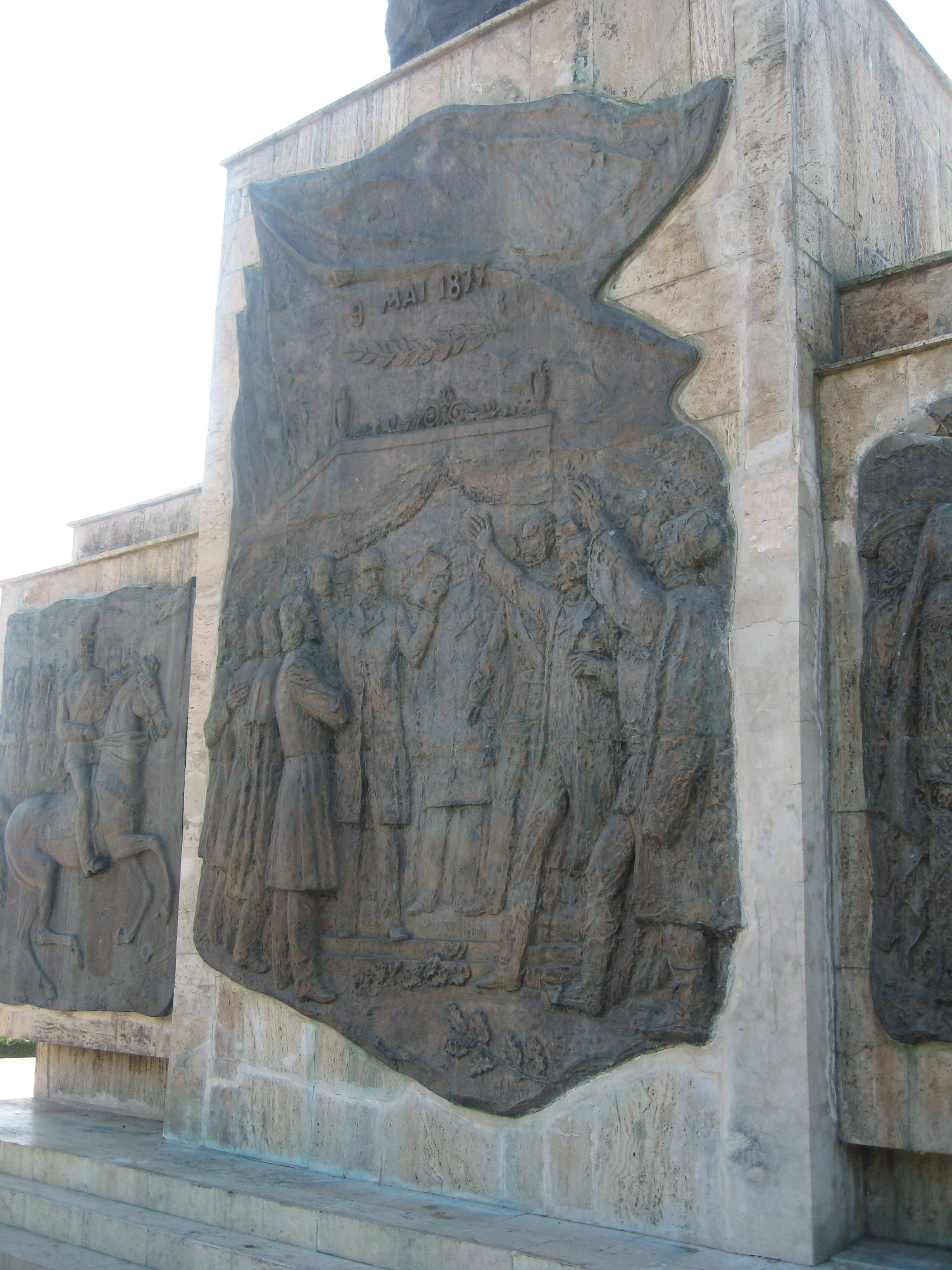
Altorelieful „Proclamarea Independenței”
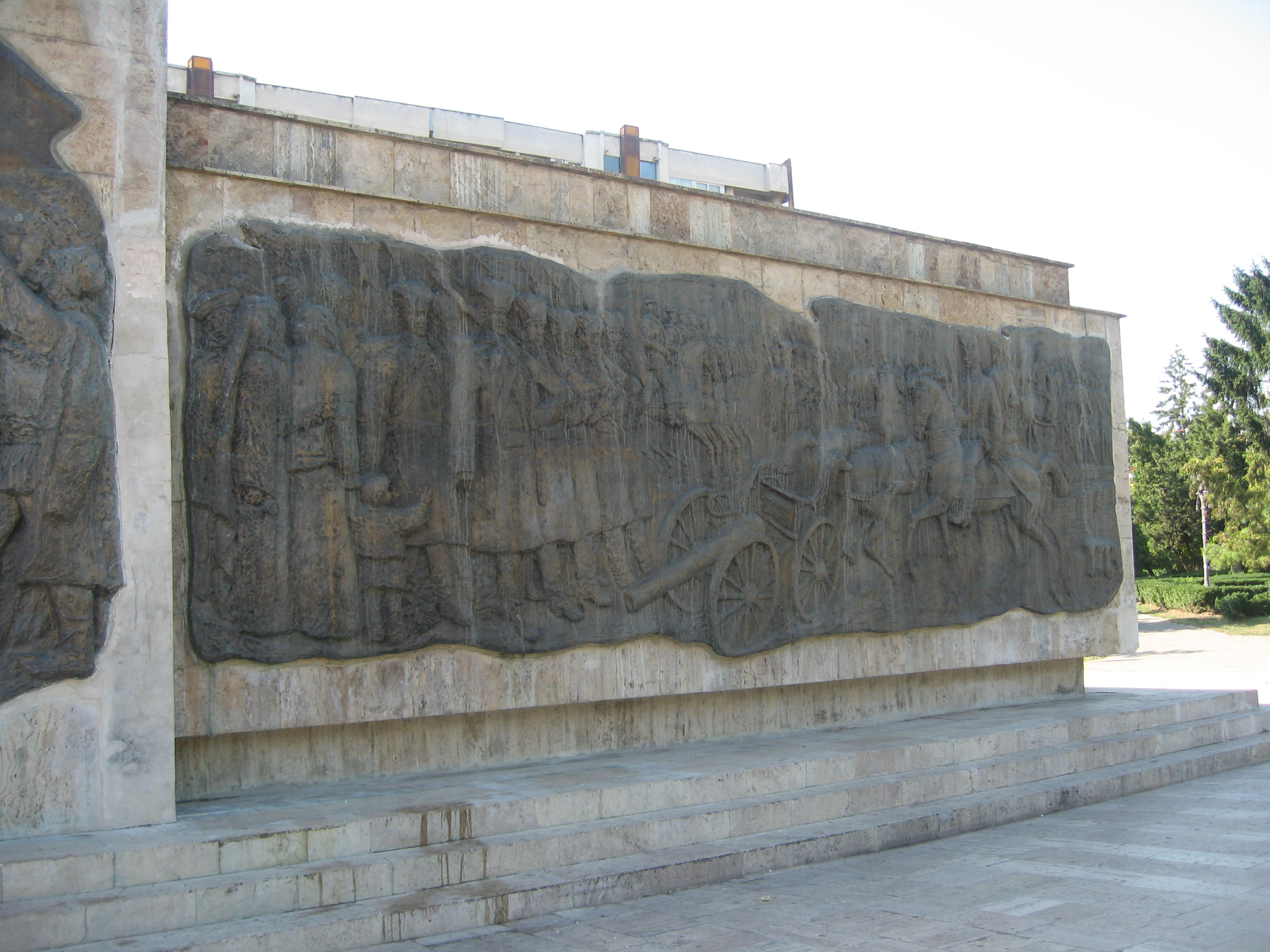
Altorelieful „Marea biruinţă a drapelelor românești”